# シャニ・ルークの殺害
シャニ・ルークの殺害(英語:Killing of Shani Louk)は、2023年10月7日にハマスによってシャニ・ルークが殺害された事件。

## シャニ・ルークの経歴

### 幼少期
シャニ・ルークは2001年7月2日にイスラエルにて生まれた。父親はイスラエル人で、母親のリカルダ・ルークはドイツ人でバーデン＝ヴュルテンベルク州、ラーヴェンスブルク郡ラーヴェンスブルクに住んでいたが、1990年代にイスラエルに移住した。ルーク家は2000 年代初頭に米国オレゴン州ポートランドに移住し、シャニは現地のポートランド・ユダヤ人アカデミーに通った。

### イスラエル帰国後
シャニ・ルークはイスラエル帰国後にフリーランスのタトゥーアーティストとして働き、テルアビブ地区テルアビブに住居を構えていた。

## レイム音楽祭虐殺事件
ジャニ・ルークはこの日メキシコ国籍のボーイフレンドとともにフェスティバルに参加していた。ハマスの構成員が音楽祭に参加していた民間人に対して銃を乱射し、大量虐殺が開始されると、ジャニ・ルークは母親に対して連絡し、 ジャニ・ルークは母親に対して隠れる場所はほとんどないので見つけるようにすると話した。この電話が家族との最後の会話になった。虐殺後にシャニ・ルークとの連絡は途絶えてしまい行方不明になった。

## バイラル・ビデオ

### ハマスが投稿したパレードの映像
パレスチナのテロ組織であるハマスがイスラエルを襲撃した数時間後に、頭に重傷の傷を負い、髪の毛が血で染まり、黒色のブラジャーと黒色のパンツそれに黒色のブーツを履いたジャニ・ルークと思われる女性がガザ市のハマス過激派によってピックアップトラックでパレードされる様子を映した動画はすぐさま世界中に広がりを見せ、2023年パレスチナ・イスラエル戦争に関する最初のバイラル・ビデオになった。

### 詳細
動画1秒
ハマスによって公開された動画は約14秒ほど長さであった。動画が再生されるとピックアップトラックの荷台にジャニ・ルークと思われる女性が荷台の画面右側に倒れている。画面中央を見てみるとジャニ・ルークと思われる女性の背中が確認できる。ジャニ・ルークと思われる女性は黒色のブラジャーを付けているのが確認できる。画面右側を見てみるとジャニ・ルークと思われる女性のうなじと右腕が確認できる。上腕は上腕二頭筋の場所が膨らんでいるのが確認でき、前腕は殺害された後に荷台に乗せられた為と推測されるが、右手首から右手はの荷台の後方にある溝に落ちているため最初の1〜2秒は確認できない。そして画面左側を見てみると、ジャニ・ルークと思われる女性の腰の上に太ももを乗せて足をジャニ・ルークの胴体と足に挟まれる形で荷台に付いている。ジャニ・ルークの脚の全容図は最初の1〜2秒は確認できず、ジャニ・ルークの物と思われる黒色のブーツの靴底がジャニ・ルークの頭部の方向に向けた状態で荷台の上に倒れている。
動画2秒
撮影していたカメラが左側に移動したことによりジャニ・ルークの下半身が映し出された。画面中央を見てみるとジャニ・ルークと思われる女性の尻の上にジーンズのズボンに緑色の服を着たハマスの戦闘員と思われる男Dが自身の右脚を乗せて、脚はそのままジャニ・ルークと思われる女性を跨いで車の荷台にサンダルを履いた足を乗せている。画面右側を見てみるとジャニ・ルークと思われる女性の右腕前腕が鮮明に映し出され、前腕伸筋群の場所に三日月型のタトゥーが確認できる。画面左を見てみると、ジャニ・ルークの太ももと折り曲がった足が確認できる。これはハマスの構成員がジャニ・ルークを殺害された後に無理やり荷台に乗せられ、荷台に収まるようにするために無理やり足を曲げたことによるもの。
動画3秒〜4秒
動画時間が3秒ほどに差し掛かった所で、ジャニ・ルークの尻に足を乗せていたハマスの構成員が、履いていたサンダルでジャニ・ルークの足を蹴り、ジャニ・ルークの足の一部が荷台からはみ出るような形になった。それと同時にカメラが斜めの方向に傾き、ジャニ・ルークの後頭部が映し出された。映し出された動画によるとジャニ・ルークは荷台の底に顔を向けて、編まれた髪は荷台の外側に向かって放置されている。また、ハマスの構成員の一人がジャニ・ルークの首に布のような物をかけて楽しんでいるのが確認できる。1〜2秒の時には確認できなかったが、ジャニ・ルークの右腕上腕が波打つような形になっているため拷問を受けた可能性がある。
動画5秒〜9秒
動画開始から5秒ほど経つとカメラはジャニ・ルークから荷台に乗っているハマスの構成員の方に向けられた。荷台に乗っているハマスの構成員は4人で、一番左には灰色のズボンと黒色の服を着た男Aが荷台の縁に座って叫んでおり、左から二番には黒色のズボンに緑色の服と赤色の模様が入った帽子を被り、髭を生やした男Bが座っている。この男はジャニ・ルークの首に巻かれた布を左手に離さず持ち、右手ジーンズのズボンに緑色の服を着合図を出しながら叫んでいる。左から3番目の男Cは黒色に白色の筋が入ったズボンと黒色のベースに青色の文字が入った服を着て、荷台から立っている。そして一番左側には黒色のサンダルにジーンズのズボンと緑色の服を着た男Dが右脚をジャニ・ルークに載せた状態で荷台に座っている。ハマスの構成員4人は全員が叫び声を上げており、一部のメンバーは「アッラーフ・アクバル」と叫んでいる者も確認できる。また、構成員4人が乗っている車の周囲には多数の民間人の様子が映し出されている。
10秒〜14秒
ジャニ・ルークとハマスの構成員を荷台に乗せたピックアップトラックはジャニ・ルークと構成員を乗せたままゆっくりと走行し始めた。それと同時に車を取り囲む民間人もゆっくりと動き始め、車のスピードが速くなると同時に赤い服を着た少年がジャニ・ルークの頭部に向かって唾を吐きかけた。ピックアップトラックはそのまま速度を上げて街に消えていった所で動画は終了している。

## シャニ・ルークの死亡確認
2023年10月30日にイスラエル政府とドイツ政府は、 シャニ・ルークの死亡を確認したと発表した。遺体は未だ見つかっていないが、 法医学者が大量虐殺が行われたレイム音楽祭後に彼女の頭蓋骨から側頭骨の石質部分を発見し、シャニ・ルークのDNAが検出されたと発表した。